# (23777) Goursat
(23777) Goursat (1998 QT5) – planetoida z pasa głównego asteroid okrążająca Słońce w ciągu 5,09 lat w średniej odległości 2,96 j.a. Odkryta 23 sierpnia 1998 roku.